# Forza Horizon
Forza Horizon ist ein Open-World-Rennspiel für Microsofts Spielkonsole Xbox 360. Es handelt sich um einen Ableger der Forza-Motorsport-Spieleserie der Turn 10 Studios. Entwickelt wurde das Spiel durch das britische Entwicklerstudio Playground Games. Es erschien in Europa am 26. Oktober 2012.

## Spielprinzip

### Allgemein
Forza Horizon ist ein Action-Rennspiel in einer offenen Spielwelt. Das Spiel baut sich um das titelgebende Horizon-Festival im US-Bundesstaat Colorado auf, eine Mischung aus Musikfestival und Autoshow. Auf dem Festival-Gelände finden sich Autohändler, Tuning-Werkstätten und ähnliche Einrichtung. Eingebettet ist das Gelände in eine riesige, frei befahrbare Umgebung, die realen Landschaften Colorados nachempfunden wurde. Forza Horizon verwendet das serientypische, reduzierte Schadensmodell für Fahrzeuge sowie die Fahrphysik von Forza Motorsport 4, die zusätzlich auf Offroad-Bedingungen angepasst wurde. Weiterhin können ähnlich wie in Forza Motorsport 4 Fahrhilfen wie automatische Schaltung, Traktionskontrollen und Ideallinien hinzugeschaltet werden. Neben Rennfahrten zählt das Sammeln von Prestigepunkten zu den Hauptzielen des Spiels. Diese werden einerseits durch Rennsiege, aber auch durch spektakuläre Fahrmanöver gesammelt. Die offene Spielwelt kann auf versteckte Bonusinhalte, wie neue Fahrzeuge oder ähnliches erkundet werden. Den Spielern werden weiterhin diverse Hilfsmittel in die Hand gegeben, um ihre Autos zu individualisieren.
Forza Horizon hat ein integriertes Navigationssystem, das den Spieler auf Wunsch zu den nächsten Karriere-Events steuert. Sofern der Spieler einen Kinect-Sensor besitzt, kann diese Funktion auch sprachgesteuert genutzt werden. Allerdings wurden die noch in Forza Motorsport 4 enthaltenen Gestensteuerungsmöglichkeiten nicht übernommen. Um in der Spielwelt langwierige Fahrten zwischen den verschiedenen Startpunkten abzukürzen, schaltet der Spieler mit der Zeit Garagen frei, zwischen denen er wechseln kann. Mit der Veröffentlichung einer SmartGlass-Erweiterung kurz nach Erscheinen des Spiels bietet das Programm Spielern weiterhin eine Verbindungsmöglichkeit zu einem Windows-8-Gerät, um dieses etwa zur Routenplanung im laufenden Spiel zu nutzen.

### Mehrspieler / Online-Part
Für Xbox-Live-Gold-Mitglieder steht eine Interaktion mit anderen Spielern zur Verfügung. Event-Ergebnisse werden mit denen von befreundeten Spielern abgeglichen und es können jederzeit im Spielverlauf Duellanfragen ausgesprochen werden.

## Erweiterungen
Zusätzlich zum Grundspiel veröffentlichte Microsoft nach Erscheinen des Spiels zahlreiche Downloaderweiterungen, zumeist weitere Fahrzeuge, die einzeln, in monatlichen Sammelpaketen oder durch den Erwerb eines sogenannten Saisonpasses verfügbar gemacht wurden. Microsoft kündigte monatliche Pakete mit jeweils sechs Fahrzeugen für den Zeitraum Oktober 2012 bis April 2013 an. Am 18. Dezember 2012 wurde ein umfangreiches Rally Expansion Pack veröffentlicht. Das Rally Expansion Pack erweitert das Spielgeschehen um diverse Rallye-Veranstaltungen und fünf spezielle Rallye-Autos. Darüber hinaus wurden für den Multiplayer-Modus zwei spezielle Lobby-Systeme eingerichtet. Am 15. Januar 2013 offerierte Microsoft allen Forza Horizon Besitzern ein kostenloses Honda Challenge Car-Pack. Die drei darin enthaltenen Fahrzeuge sind 2013 Honda Civic Si Coupe, Honda HPD Rally Fit und 1986 Civic Si Coupe.

## Entwicklungsgeschichte
Forza Horizon ist eine Kooperation zwischen den Serienschöpfern Turn 10 und dem britischen Entwicklerstudio Playground Games, das 2009 von den Codemasters-Mitarbeitern Gavin Raeburn und Ralph Fulton gegründet wurde. Das Entwicklerteam setzt sich aus ehemaligen Mitarbeitern der Rennspiel-Entwicklerfirmen Criterion (Burnout-Serie), Bizarre Creations (Project Gotham Racing, Blur), Codemasters (Race Driver: GRID), Black Rock Studios (Split/Second: Velocity), Slightly Mad Studios (Need for Speed: Shift) und Rockstar North (Grand Theft Auto) zusammen. Erstmals wurde das Spiel der Öffentlichkeit im Vorfeld der Spielemesse Electronic Entertainment Expo im Juni 2012 vorgestellt. Forza Horizon erschien wie seine Vorgängertitel exklusiv für die Xbox 360.

## Rezeption
Das Spiel erhielt durchweg hohe Bewertungen (GameRankings: 86,19 %, Metacritic: 85 von 100). Die Wertungen deutscher Spielemagazine lag zumeist über diesem Durchschnitt. Carsten Görig vom Spiegel bezeichnete Forza Horizon als „ein gutes Spiel, was Mechanik, Gameplay, grafische Präsentation und so weiter angeht“, kritisierte aber die sexistische Darstellung von Frauen innerhalb des Spiels.

## Nachfolger
2014 erschien Forza Horizon 2 für die Xbox 360 und die Xbox One, Nachfolger war 2016 Forza Horizon 3 für die Xbox One und erstmals für Windows. Forza Horizon 4 Standard und Deluxe Version erschienen am 2. Oktober 2018 für Xbox One und Windows. Die Ultimate Edition erschien am 28. September 2018.
Im Rahmen der E3 kündigte Microsoft den Nachfolger des populären Forza Horizon 4 an. Forza Horizon 5 erschien am 9. November 2021 für Xbox Series und Windows 10. Das Setting, in dem Forza Horizon 5 spielt, ist Mexiko und ist laut Aussagen der Entwickler die größte erschaffene Open World in Forza.